# Иоаким (Струков)
Епископ Иоаким (в миру Иван Фёдорович Струков; 8 (18) ноября 1674, село Нелжа (Новоникольское Усманского уезда Тамбовской губернии — 1 (12) сентября 1742, село Карачун) — епископ Православной российской церкви, с 1730 года епископ Воронежский и Елецкий.

## Биография
Родился в 1674 году в семье священника. Благодаря родству с дворянами Струковыми после достижения совершеннолетия уехал в Москву, вступил в брак и в 1696 году был назначен священником придела святого Георгия кремлёвского Благовещенского собора. В 1712 году овдовел и принял монашеский постриг в Чудовом монастыре с именем Иоаким. В 1714 году был возведён в сан игумена и назначен настоятелем Селижарова монастыря. Через два года переведён обратно в Чудов монастырь на должность келаря, а затем в Петербург в Александро-Невский монастырь. 24 декабря 1721 года Иоаким был назначен архимандритом московского Донского монастыря.
С 1724 года Синод неоднократно предлагал кандидатуру архимандрита Иоакима для возведения в епископы на вакантные кафедры, но назначение не происходило. В 1726 году Иокаим был назначен управляющим Московской консисторией, в 1727 году вызван в Петербург для богослужений. В этот год Синод предложил возвести его на Воронежскую кафедру, но Екатерина I не утвердила прошение. Занявший престол в тот же год император Пётр II указал назначить Иоакима епископом Переяславским, викарием Киевской митрополии. 4 июня 1727 года состоялась епископская хиротония Иоакима, которую совершили архиепископ Новгородский и Великолуцкий Феофан (Прокопович), епископ Астраханский и Ставропольский Лаврентий (Горка) и епископ Воронежский и Елецкий Лев (Юрлов).
8 июня 1730 года указом императрицы Анны Иоанновны Иоаким был переведён на Воронежскую кафедру. При нём в Воронеже было закончено строительство кафедрального Благовещенского собора (освящён 9 ноября 1735 года). Он уделял особое внимание подготовке священнослужителей, организовав при архиерейском доме школу.
Скончался епископ Иоаким 1 сентября 1742 года в архиерейской вотчине селе Карачуне. По реке его тело доставили в Воронеж и 26 сентября погребли в приделе Иоанна Милостивого Благовещенского собора.